# 洞穴涕石

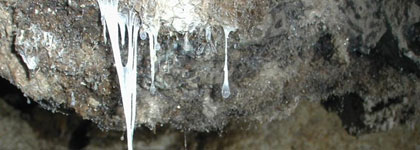
墨西哥南部，塔巴斯科的燈塔洞穴（Cueva de Villa Luz）中的洞穴涕石

洞穴涕石（英語：Snottite）是一種由單細胞微生物組成的微生物墊，懸掛在洞穴的牆壁和天花板上，類似於小鍾乳石，但具有鼻粘液的稠度。 在意大利的 Frasassi 洞穴中，洞穴涕石中單細胞微生物組成如下：Acidithiobacillus thiooxidans(>70%) ，Thermoplasmatales (>15%)和Acidimicrobiaceae 科 (>5%) 和 Acidimicrobiaceae 科中的細菌 (>5%)。
這些細菌的生存能量來自火山的硫化合物，藉化學合成作用將硫化氫轉化為硫酸，以其釋放的化學能作為生存的能量。硫化合物包括 H2S 和從上方滴落的溫水溶液. 所產生的硫酸. 酸性很高（接近 pH = 0），與電池酸性相似。 德克薩斯大學的研究人員認為，這種硫酸可能是洞穴形成的一個更重要的原因，而不是僅僅依賴在水中的二氧化碳形成的碳酸。 
洞穴涕石是由Jim Pisarowicz 于1986 年在墨西哥塔巴斯科的一個名為燈塔洞穴（Cueva de Villa Luz）的有毒硫磺洞穴中研究首創這個名詞，后經由Diana Northup 和 Penny Boston在同一洞穴中的研究，才引起科學界的注意。
在BBC 的太陽系奇觀系列節目中，布萊恩•考克斯 (Brian Cox) 教授曾推斷，如果火星上有生命，它可能是同樣的原始生物，並隱藏在紅色星球的地表之下。